# Victorino Fabra Adelantado
Victorino Fabra Adelantado (Vilafermosa, 1837 - 1907) fou un polític valencià, president de la diputació de Castelló, governador civil de diverses províncies i diputat a les Corts Espanyoles durant la restauració borbònica.

## Biografia
Era nebot de Victorino Fabra Gil el agüelo Pantorrilles, cacic liberal de la província de Castelló, i germà d'Hipólito Fabra Adelantado i Plácido Fabra Adelantado. Des de 1858 treballà com a funcionari de l'administració civil espanyola, començant com a auxiliar en l'administració d'hisenda de la província de Múrcia. El 1865 fou nomenat comptador provincial i secretari interí de la Diputació de Castelló. El 1879 també fou nomenat president del Nou Casino de Castelló.
Membre del Partit Liberal Conservador, fou elegit diputat pel districte de Llucena a les eleccions generals espanyoles de 1879, però deixà l'escó el 1880 quan fou nomenat governador civil de la província de Càceres; el 1882 fou nomenat governador civil de la província de Terol, el 1885 de la província de Lugo i més tard de la província de Burgos. El 1887 fou encarregat de la direcció de la Companyia Arrendatària de Tabacs (avui Tabacalera SA) a Castelló i el 1892 succeí el seu oncle com a cap del Partit Conservador a la província de Castelló, de manera que des d'aleshores i fins a la seva mort fou successivament escollit membre de la diputació provincial pel districte de Nules-Sogorb i president de la Diputació el 1897-1898, 1902 i 1903. El 1896 fou nomenat Cap Superior de l'Administració Civil.
Com a cap conservador, va donar suport Francisco Silvela el 1903, però el 1905 canvià el seu suport a Antoni Maura. Membre del sector més catòlic-conservador del partit, s'oposarà sempre a qualsevol fusió amb els liberals. El 1890 va rebre la Creu de Carles III i la Gran Creu d'Isabel la Catòlica. Els seus fills, José Fabra Sanz i Luis Fabra Sanz, continuaren la carrera política del seu pare, i el seu net, Carlos Fabra Andrés, fou alcalde de Castelló de la Plana.